# 舰姬
《舰姬》，為中華人民共和國成都金角網路科技於2016年開發的二戰艦船擬人化主題手機遊戲；該遊戲首先在2017年1月於南韓上市，接著於同年七月於中國大陸上市，隨後於日本、港澳台（題爲《請命令！提督SAMA》）、東南亞（題爲《少女航線》）等海外區域發行。

## 簡介
玩家可藉由戰鬥、轉蛋等方式，蒐集包含美國、英國、法國、日本、納粹德國、義大利、蘇聯等不同國家的船艦，組織五艘艦艇編隊，與AI或真人對手交戰；戰鬥中各艦艇可累積能量啟用必殺技，攻擊敵艦或保護己方艦艇。

## 區域合作
- 在中國大陸版上市前，營運商上海綠岸邀請偶像團體SSIdol代言[1]，並參與製作網路電影《艦姬》，展開「跨次元合作」行銷[2][3]。
- 南韓代理商Gamepub則邀請Lovelyz為該遊戲代言[4]。
- 台港代理商科眾智能於2017年邀請台灣漫畫家皇宇設計遊戲中的角色「扶桑」[5]。
- 日服於2018年初與格鬥遊戲《拳皇》合作，推出兩艘活動限定船[6]。

## 其他
在中國大陸服客戶端中，由於審查制度的緣故，所有日系船名跟其他遊戲一樣，均被更名，但與其他遊戲的更名方式有所不同。

## 外部連結
- 中國大陸服官網 （页面存档备份，存于） （簡體中文）
- 中國大陸服官方微博 （簡體中文）
- 台港服官網 （页面存档备份，存于） （繁體中文）
- 台港服官方臉書 （页面存档备份，存于） （繁體中文）